# Sergey Brin
Sergey Mikhaylovich Brin (ryska: Сергей Михайлович Брин, korrekt svensk transkribering är egentligen "Sergej Michajlovitj  Brin"), född 21 augusti 1973 i Moskva i Sovjetunionen (idag Ryssland), är en rysk-amerikansk IT-entreprenör, datavetare och filantrop som grundade Google 1998 tillsammans med Larry Page.

## Biografi
Brin föddes i Moskva i dåvarande Sovjetunionen, som son till rysk-judiska föräldrar, Mikhail och Eugenia Brin. Föräldrarna var båda alumner från Moskvauniversitetet. Hans far, Mikhail, var matematikprofessor vid University of Maryland, och hans mor Eugenia, forskare vid NASA:s Goddard Space Flight Center. Brin flyttade med sin familj till USA när han var sex år gammal, 1979, och bosatte sig i Maryland. Familjen Brin fick hjälp av den judiska hjälporganisationen HIAS när de hade valt att emigrera.
Brin studerade matematik och datavetenskap vid University of Maryland. Efter examen började han studera vid Stanford University där han träffade Larry Page.
The Economist kallade Brin ”en upplysningsman” och någon som tror att ”kunskap alltid är bra och säkerligen alltid bättre än okunnighet”, en filosofi som sammanfattar Googles mission ”att organisera världens information och göra den tillgänglig och användbar” och det inofficiella mottot ”var inte ond”.

## Privat
Sedan december 2024 äger Brin megayachten Dragonfly, som kostade honom totalt 450 miljoner dollar att färdigställa.